# Причастие (лингвистика)
Прича́стие (калька с лат. participium) — грамматический термин, обозначающий отглагольное имя прилагательное со значением имени действующего лица, некоторыми лингвистами рассматривается как самостоятельная часть речи или же как особое «гибридное классовое слово». Называется так, потому что причастно к свойствам как глагола (образовано с помощью его корня), так и имени прилагательного (образовано с помощью его окончания). Глагольные признаки причастия — категории вида, залога, а также особенная предикативная форма времени.
Объективными (связанными с именем прилагательным) признаками причастия являются категории рода, числа и падежа, возможность образования кратких форм у страдательных причастий, синтаксическая функция согласованного определения.
Причастие используется во многих индоевропейских языках, арабском, венгерском, а также во многих эскимосских языках (например, в сиреникском).
В других языках вместе с деепричастием образует особую часть речи — англ. Participle, нем. Partizip, фр. participe.

## В русском языке
Вопрос о статусе причастия неоднократно решался и решается в русистике, однако лингвисты сходятся во мнении о том, что причастия образованы от глагола. Образование причастий тесно связано с категорией вида и переходностью. Например, от глаголов несовершенного вида могут быть образованы причастия настоящего и прошедшего времени, а от глаголов совершенного вида — только причастия прошедшего времени (хотя причастия, аналогичные по форме причастиям настоящего времени, от глаголов совершенного вида образовать можно, например, сделающий, напишущий, и смысл их весьма прозрачен — они имеют значение будущего времени и в этом качестве даже употребляются в литературе, но академической грамматикой не признаются). Кроме того, страдательные причастия могут образовываться только от переходных глаголов.
Причастия настоящего времени образуются от основы настоящего времени. Формы действительного залога образуются с помощью суффиксов -ущ- для глаголов первого спряжения (работающий) и -ащ- — для глаголов второго спряжения (держащий). Формы страдательного залога настоящего времени образуются с помощью суффиксов -ом-, -ем- для глаголов первого спряжения (ведомый) и -им- — для глаголов второго спряжения (гонимый).
Причастия прошедшего времени образуются от основы инфинитива. Причастия действительного залога образуются с помощью суффикса -вш- для глаголов, чья основа оканчивается на гласный (державший).
С помощью суффикса -ш- такие причастия образуются от глаголов с основой на согласную (росший).
Некоторые глаголы имеют специфику в образовании причастий, к таким глаголам относятся глаголы на -сть, при образовании которых усекается исходная основа (севший). От глаголов с суффиксом -ну- возможно образование двух форм причастий, например, погасший — погаснувший.
Причастия страдательного залога прошедшего времени образуются с помощью суффиксов -нн- (от глаголов на -ать: читанный, потерянный), -енн- (от глаголов на -ить и -чь: испеченный), -т- (от односложных глаголов: мятый).
Страдательные причастия, как правило, имеют полные (проверенный) и краткие (проверен) формы. Краткие формы тоже изменяются по родам и числам.
Однако далеко не все страдательные причастия настоящего времени имеют краткую форму. Так как страдательные причастия настоящего времени (ведомый, читаемый) относятся преимущественно к книжной речи, существуют некоторые стилистические ограничения по образованию таких форм.
Поэтому от разговорных и некоторых нейтральных глаголов (например, бить, крыть, кормить и так далее) зачастую не образуются страдательные причастия настоящего времени.
Также не от всех глаголов образуются в русском языке страдательные причастия прошедшего времени.
Причастия делятся на страдательные прошедшего и настоящего времени, действительные прошедшего и настоящего времени.

### Страдательные причастия настоящего времени
Образованы от глаголов несовершенного вида, переходных с помощью суффиксов -ем- и -им-:
- -им- пишется, если причастие образовано от глагола II спряжения.
- -ем- ; -ом- пишется, если причастие образовано от глагола I спряжения.

Примеры: гонимый, ведомый, подгоняемый

### Страдательные причастия прошедшего времени
Образованы от глаголов совершенного вида, переходных с помощью суффиксов -енн- (-ённ-); -нн-; -т-; -ен- (-ён-); -н-.
Примеры: обиженный, накормленный, отвергнутый.

### Действительные причастия настоящего времени
Образованы от глаголов несовершенного вида, переходных и непереходных с помощью суффиксов -ущ- (-ющ-), и -ащ- (-ящ-).
- -ущ- (-ющ-) пишется, если причастие образовано от глагола I спряжения.
- -ащ- (-ящ-) пишется, если причастие образовано от глагола II спряжения.

Примеры: свистящий, дрожащий.

### Действительные причастия прошедшего времени
Образованы от переходных и непереходных глаголов совершенного и несовершенного вида с помощью суффиксов:
- -вш- используется в словах, основа которых оканчивается на гласную букву.
- -ш- используется в словах, основа которых оканчивается на согласную букву.

Примеры: смотревший, увядший, строивший, снимавший, разделивший, вынесший, пришедший.

### Адъективация
Адъективацией называется переход различных частей речи в имена прилагательные, но чаще всего адъективации подвергаются именно причастия.
При адъективации причастия утрачивают свои глагольные категории и начинают обозначать постоянный статический, неизменный признак, таким образом, происходит переосмысление причастий.

### Грамматические признаки
Причастие изменяется по признакам прилагательного. Оно изменяется по числам, по падежам, по родам в единственном числе.
Причастие может быть совершенного вида и несовершенного вида, прошедшего и настоящего времени. Эти признаки для причастия не изменяются.
Некоторые учёные считают причастия самостоятельной частью речи, так как они имеют ряд признаков, не свойственных глаголу.
Как формы глагола, причастия обладают некоторыми его грамматическими признаками. Они бывают совершенного вида и несовершенного; настоящего времени и прошедшего; возвратными и невозвратными. Формы будущего времени в литературном русском языке причастия не имеют.
Причастия бывают действительные и страдательные.
Обозначая признак предмета, причастия, как и прилагательные, грамматически зависят от существительных, согласующихся с ними, то есть становятся в том же падеже, числе и роде, что и существительные, к которым относятся.
Причастия изменяются по падежам, по числам, по родам (в единственном числе).
Падеж, число, род причастий определяется по падежу, числу, роду существительного, к которому причастие относится.
Некоторые причастия, как и прилагательные, имеют полную и краткую форму.

### Прошедшее время
Краткая форма страдательного причастия прошедшего времени глаголов совершенного вида используется в русском языке для образования страдательных форм прошедшего времени: книга прочитана (перфект настоящего времени), дом был построен (перфект прошедшего времени).

### Причастие сослагательного наклонения
Вопрос о существовании в русском языке причастия сослагательного наклонения, образуемого добавлением к действительному причастию прошедшего времени частицы бы, является дискуссионным. Однако подобные формы иногда встречаются в произведениях Н. В. Гоголя, а в виде устойчивого оборота сделавший бы честь — у многих других авторов.

### Причастный оборот
Причастие с зависимыми словами называется причастным оборотом. В предложении причастный оборот и причастие являются обособленным или не обособленным согласованным определением.
В русском языке причастный оборот часто выделяется запятыми. Если причастный оборот стоит после определяемого слова, он выделяется запятыми с двух сторон. Когда причастный оборот стоит перед определяемым словом, запятые не ставятся, кроме тех случаев, когда определяемое слово выражено личным местоимением или причастный оборот обозначает причину. Если после причастного оборота конец предложения, то запятая ставится только перед причастным оборотом.
Примеры:
- Программа, написанная в спешке, выполнила недопустимую операцию.
- Написанная в спешке программа выполнила недопустимую операцию.

Простые предложения могут быть перегружены причастными оборотами:
- Дятел, долбящий дерево, растущее в лесу, засыпанном снегом, падающим с ветвей, сильно замёрз.

## В чувашском языке
В чувашском языке весьма развиты причастные формы, и, наряду с деепричастными, причастные обороты являются исключительно господствующими в чувашском синтаксисе. Причастие — это глагольно-именная форма, обозначающая действие, приписываемое лицу или предмету, как их признак или свойство, проявляющееся во времени. В качестве общих черт причастия с глаголами выделяют: изменение по временам (выртакан çын — лежащий человек; выртнă çын — лежавший человек и т. д.), управление падежом (ку сăвва [дательно-винительный падеж] çырнă поэт — поэт, написавший этот стих), наличие утвердительной и отрицательной формы (ваннă — разбитый; ванман — не разбитый); а в качестве общих черт с прилагательными выделяют то, что чувашские причастия подобно прилагательным могут принимать аффиксы принадлежности и в предложении чаще всего являются определением.
Причастия могут принимать аффиксы -и (-скер) и употребляться самостоятельно, выступая в качестве подлежащего, дополнения или сказуемого. 

### Причастие настоящего времени
Причастие настоящего времени образуется с помощью аффикса -акан (-екен). Причастие настоящего времени отрицательной формы не имеет. 
Существует настоящее причастие в стяженной форме с аффиксами -ан (-ен). Сокращённая форма выражает постоянное свойство предмета, органически присущее ему качество, и тяготеет к именам прилагательным. В современном языке эта форма является отмирающей и сохраняется по преимуществу в устойчивых выражениях (юханшыв — текущая вода, река; вĕçен кайăк — летающая птица, птица). Некоторые из сокращённых причастий настоящего времени успели субстантироваться: автан — петух (буквально: «поющий»).
Примеры: савакан — любящий; кÿрентерекен — обижающий.

### Причастие прошедшего времени
Причастие прошедшего времени образуется с помощью аффикса -нă (-нĕ). Аффиксы причастия этого времени являются некой особенностью чувашского языка, так как в других тюркских языках они не наблюдаются. Отрицательная форма прошедшего причастия образуется путём добавления -м- между основой глагола и аффиксами -ан (-ен). Причастия прошедшего времени могут употребляться с послелогами: вăл Мускавра пулнă чухне — когда он был в Москве.
Примеры: курнă — видевший; курман — не видевший. 

### Причастие будущего времени
Причастие будущего времени образуется с помощью аффикса -ас (-ес). Отрицательная форма этого причастия образуется от положительной путём инфиксации отрицания -ма (-ме) между основой глагола и вышеуказанным аффиксом -ас (-ес). Отрицательная форма будущего причастия в современном чувашском языке употребляется крайне редко и известна главным образом в фольклоре. В качестве этой формы чаще употребляется утвердительная форма с постпозитивной отрицательной частицой мар. 
Примеры: пулас юрист — тот, который станет юристом; калас мар сăмах — слово, которое нельзя говорить. 

### Причастие долженствования
Причастие долженствования обозначает действие, которое должно совершиться, составляющее признак лица или предмета. Оно образуется с помощью аффикса -малла (-мелле), прибавляемого к основе глагола. Причастия долженствования чаще встречаются с аффиксом принадлежности -и: канмалли кун — выходной (буквально: день, когда нужно отдыхать). Чувашское причастие долженствования частично соответствует латинскому герундиву, но последний имел только страдательное значение. Некоторые причастия долженствования: подвергаются субстантивации: туртмалли — курево; подвергаются адвербиализации: пытанмалла выля — играть в прятки; используются в качестве инфинитива.
Примеры: тĕлĕнмелле хыпар — удивительная новость; паян тумалли ĕçе ырана ан хăвар — не оставляй на завтра работу, которую нужно сделать сегодня.

### Причастие достаточности
Причастие достаточности образуется с помощью аффикса -малăх (-мелĕх) и указывает на достаточность какого-либо предмета для совершения действия. Оно не имеет отрицательной формы. 
Примеры: тăранмалăх апат — еда, достаточная для того, чтобы насытиться; ĕçлемелĕх вăй — сила, достаточная для работы. 

### Причастие возможности
Причастие возможности образуется с помощью аффикса -и, употребляется, как правило, в парной, утвердительно-отрицательной форме и указывает на недостаточное, неполноценное проявление выражаемого им качества. Отрицательная форма причастия может употребляться и без положительной формы. 
Примеры: пиçи-пиçми панулми — не до конца созревшее яблоко; сÿнми çăлтăрсем — звёзды, не могущие погаснуть; Асран кайми Юратнă çĕршыв — любимая страна, которую невозможно забыть (строки из гимна Чувашской Республики).

### Причастие притворного действия
Причастие притворного действия может образоваться двумя способами:
- с помощью аффиксов -анçи (-енçи) и почти всегда сопровождается с глаголом пул (быть);
- с помощью аффиксов -ăш (-ĕш, -иш).

Оба вида причастия одинаково употребительны, но только в разных диалектах чувашского языка.
Примеры: вилĕнçи пулнă салтак — солдат, притворившийся мёртвым; курмăш пул — притворяться, что не видишь кого-(что-) либо.